# Girls Will Be Girls
Girls Will Be Girls (Hindi: गर्ल्स विल बी गर्ल्स) is een Indiaas-Franse coming-of-agefilm uit 2024, geregisseerd en geschreven door Shuchi Talati en haar regiedebuut.

## Verhaal
Op het internaat van een prestigieuze middelbare school in de Himalaya-regio van Noord-India ontmoet Mira Sri, een nieuwe leerling. Ze zal een compromis moeten sluiten tussen haar ambities en het ontwaken van haar verlangens, en de soms gespannen relatie met haar beschermende moeder.

## Rolverdeling
| Acteur            | Personage |
| ----------------- | --------- |
| Preeti Panigrahi  | Mira      |
| Kani Kusruti      | Anila     |
| Kesav Binoy Kiron | Sri       |
| Jitin Gulati      | Harish    |

## Productie
Talati bedacht het verhaal van de film in 2018, op basis van haar eigen ervaringen als jong meisje, haar school in Vadodara en Enid Blytons boekenreeksen Malory Towers en St. Clare's. Onder leiding van Talati werd de film geproduceerd door een grotendeels vrouwelijke crew om een veilige ruimte te creëren waar 'meisjes meisjes konden zijn'. De vrouwelijke crew bestond uit de producenten Claire Chassange en Richa Chadha, de Taiwanese cameravrouw Jih-E Peng, production designer Avyakta Kapur en editor Amrita David. De film werd geproduceerd door de Pushing Buttons Studios van Richa Chadha en Ali Fazal, en ontving in 2021 een productiesubsidie van de Franse Aide aux Cinemas du Monde. De film werd gedurende 45 dagen opgenomen in de Noord-Indiase deelstaat Uttarakhand en in Dehradun, de hoofdstad van deze Indiase deelstaat.

## Release en ontvangst
Girls Will Be Girls ging op januari 2024 in première op het Sundance Film Festival in de World Cinema Dramatic Competition waar hij onder andere de Audience Award: World Cinema Dramatic won. De film kreeg positieve kritieken van de filmcritici, met een score van 100% op Rotten Tomatoes, gebaseerd op 16 beoordelingen.

## Prijzen en nominaties
De belangrijkste:
| Jaar | Prijs                  | Categorie                                           | Genomineerde(n)                       | Uitslag  |
| ---- | ---------------------- | --------------------------------------------------- | ------------------------------------- | -------- |
| 2024 | Sundance Film Festival | Audience Award: World Cinema Dramatic               | Audience Award: World Cinema Dramatic | Gewonnen |
| 2024 | Sundance Film Festival | World Cinema Dramatic Special Jury Award for Acting | Preeti Panigrahi                      | Gewonnen |